# Jordan Bayehe
Philippe Jordan Bayehe (* 16. Oktober 1999 in Jaunde) ist ein kamerunischer Basketballspieler.

## Werdegang
Bayehe spielte als Jugendlicher Fußball, im Alter von 13 Jahren wurde ein Basketballtrainer wegen seiner damals bereits 1,98 Meter betragenden Körpergröße auf ihn aufmerksam. 2015 wechselte Bayehe in den Nachwuchsbereich von Stella Azzurra Rom nach Italien. Leihweise spielte er von 2018 bis 2020 beim Zweitligisten Roseto Sharks. Im Sommer 2020 wurde er vom Zweitligisten Pallacanestro Cantù verpflichtet. Mit seinem Wechsel zu New Basket Brindisi ging er in die Serie A zurück.
Nachdem er für Brindisi im Spieljahr 2023/24 im Durchschnitt 8,5 Punkte je Begegnung erzielt hatte, wurde er im Sommer 2024 vom Ligakonkurrenten Aquila Basket Trento verpflichtet.

### Nationalmannschaft
Mit der kamerunischen Nationalmannschaft nahm er 2021 und 2025 an der Afrikameisterschaft teil. 2024 war er Mitglied der Mannschaft, die sich beim Ausscheidungsturnier in Riga für einen Startplatz bei den Olympischen Sommerspielen 2024 bewarb.

## Erfolge und Auszeichnungen

### Mit der Mannschaft
- Sieger italienischer Pokal 2025